# Regret (星村麻衣の曲)
「regret」（リグレット）は、星村麻衣の楽曲。彼女の13枚目のシングルとして2008年6月4日にSME Recordsから発売された。

## 解説
前作「かけがえのない人へ」から約7ヶ月ぶりの新作となる、2008年第1弾シングル。前作に続いてテレビアニメタイアップ曲となった。
初回生産盤には『D.Gray-man』描き下ろしワイドキャップステッカーおよびトレカが封入されている。
オリコン週間シングルチャートでは最高30位を記録、3作ぶりにトップ30に復帰した。

## 収録曲
| 全作詞・作曲: 星村麻衣。 | |           |            |                           |      |
| #                        | タイトル | 作詞      | 作曲・編曲 | 編曲                      | 時間 |
| 1.                       | 「regret」(TX系アニメ『D.Gray-man』エンディングテーマ（2008年4月1日 - 6月24日放送分）。)                          | 星村麻衣  | 星村麻衣   | 鈴木Daichi秀行            | 4:15 |
| 2.                       | 「ラヴ・チューニング」                                                                                            | 星村麻衣  | 星村麻衣   | シライシ紗トリ            | 4:23 |
| 3.                       | 「桜日和 × 押尾コータロー」(10thシングル曲「桜日和」の、ギタリスト・押尾コータロー演奏によるアレンジバージョン。) | 星村麻衣  | 星村麻衣   | 押尾コータロー / 星村麻衣 | 4:30 |
| 4.                       | 「regret（D.Gray-man エンディング Ver.）」                                                                        | 星村麻衣  | 星村麻衣   | 鈴木Daichi秀行            | 1:36 |
| 5.                       | 「regret（Instrumental）」                                                                                        | 星村麻衣  | 星村麻衣   | 鈴木Daichi秀行            | 4:14 |
| 合計時間:                | 合計時間: | 合計時間: | 18:58      |                           |      |

## 収録アルバム
| 曲名   | 収録アルバム   | 発売日        | 備考                  |
| ------ | -------------- | ------------- | --------------------- |
| regret | 『MY LIFE』    | 2008年9月17日 | 3rdオリジナルアルバム |
| regret | 『PIANO&BEST』 | 2009年3月11日 | ベストアルバム        |